# Markvartice (Třebíč)
Markvartice é uma comuna checa localizada na região de Vysočina, distrito de Třebíč.